# Флаг городского округа Лосино-Петровский
Флаг городского округа Лосино-Петровский Московской области Российской Федерации — опознавательно-правовой знак, служащий официальным символом муниципального образования.
Первоначально флаг был утверждён 17 июня 1998 года флагом города Лосино-Петровский и внесён в Государственный геральдический регистр Российской Федерации с присвоением регистрационного номера 296.
В ходе муниципальной реформы 2003—2009 годов был образован городской округ Лосино-Петровский и решением Лосино-Петровского городского Совета депутатов от 21 декабря 2005 года № 70/9 данный флаг был утверждён флагом городского округа.

## Описание
«Флаг городского округа Лосино-Петровского представляет собой прямоугольное двустороннее полотнище с отношением ширины к длине 2:3, разделённое узким вилообразным белым крестом на три части. В первой зелёной части — стилизованная голова лося; во второй красной части — стилизованная белая бобина; в третьей голубой части — стилизованный белый фонтан».

## Обоснование символики
На флаге, разработанном на основе герба, языком геральдических символов гармонично отражены история становления городского округа, природные особенности окрестностей городского округа.
Голова лося, в зелёном поле, говорит о названии городского округа. В 1708 году по Указу Петра I здесь был создан казённый Лосиный завод, снабжавший регулярную армию кожаной амуницией и обмундированием, положившей начало современному городскому округу.
Фонтан указывает на наличие минеральных источников, какими богата здешняя земля.
Бобина символизирует текстильную промышленность городского округа.
Белый вилообразный крест указывает на расположение городского округа на берегу реки Клязьмы при впадении реки Воря.

## Другие флаги
Законом Московской области от 23 мая 2018 года № 69/2018-ОЗ 5 июня 2018 года городское поселение Свердловский и сельское поселение Анискинское Щёлковского муниципального района были объединены с городским округом Лосино-Петровский. На момент объединения эти муниципальные образования имели свои утверждённые флаги:

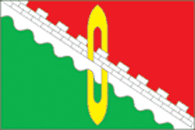
Флаг городского поселения Свердловский
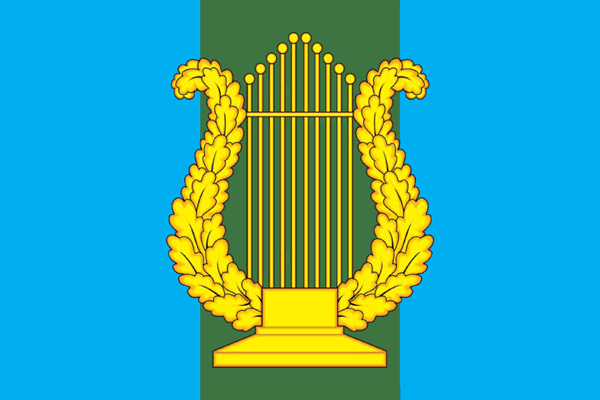
Флаг сельского поселения Анискинское